# زنگ‌آوای دودی کوهی
زنگ‌آوای دودی کوهی (نام علمی: Laniarius poensis) نام یک گونه از سرده زنگ‌آواها است.